# Флаг сельского поселения Ульянинское (Московская область)
Флаг муниципального образования сельское поселение Улья́нинское Раменского муниципального района Московской области Российской Федерации — опознавательно-правовой знак, служащий официальным символом муниципального образования.
Флаг утверждён 7 апреля 2009 года и внесён в Государственный геральдический регистр Российской Федерации с присвоением регистрационного номера 4819.

## Описание
«Прямоугольное полотнище с отношением ширины к длине 2:3, состоящее из четырёх равновеликих горизонтальных полос: жёлтых и голубых и несущее посередине изображение красного орла с жёлтыми глазом, клювом и лапами из герба поселения».

## Обоснование символики
Флаг муниципального образования сельское поселение Ульянинское составлен на основе герба сельского поселения Ульянинское по правилам и соответствующим традициям вексиллологии и отражает исторические, культурные, социально-экономические, национальные и иные местные традиции.
Земли, вошедшие в состав Ульянинского сельского поселения имеют многовековую историю. Так село Ульянино известно по письменным источникам с 1577 года как старинная вотчина рода Давыдовых, эта же семья долгое время владела селом Давыдовым, которое позже перешло во владение генерал-поручика графа Владимира Григорьевича Орлова, одного из пяти знаменитых братьев Орловых, сыгравших значительную роль при восшествии на престол императрицы Екатерины Великой.
Символика флага поселения многозначна:
— в качестве основного мотива флага использован орёл из герба Давыдовых и красный цвет орла с делением щита на золото и голубой из герба Орловых. Заимствование и объединение фигур двух гербов показывают прошлых владельцев, много сделавших для экономического и культурного развития этих территорий.
— Орёл как царь птиц, символ благородства, славы, отваги и достоинства образно говорит о том, что с историей Ульянинского сельского поселения связаны имена представителей многих знатных родов: Толстых, Голицыных, Захарьиных-Юрьевых, Нарышкиных, Черкасских и других.
Жёлтый цвет (золото) — символ богатства, стабильности, уважения и интеллекта.
Белый цвет (серебро) — символ чистоты и совершенства, мира и взаимопонимания.
Красный цвет — символ мужества, силы, красоты, труда, праздника.
Голубой цвет (лазурь) — символ чести, духовности, возвышенных устремлений